# Gleisdorf
Gleisdorf osztrák város Stájerország Weizi járásában. 2018 januárjában 10763 lakosa volt.

## Elhelyezkedése

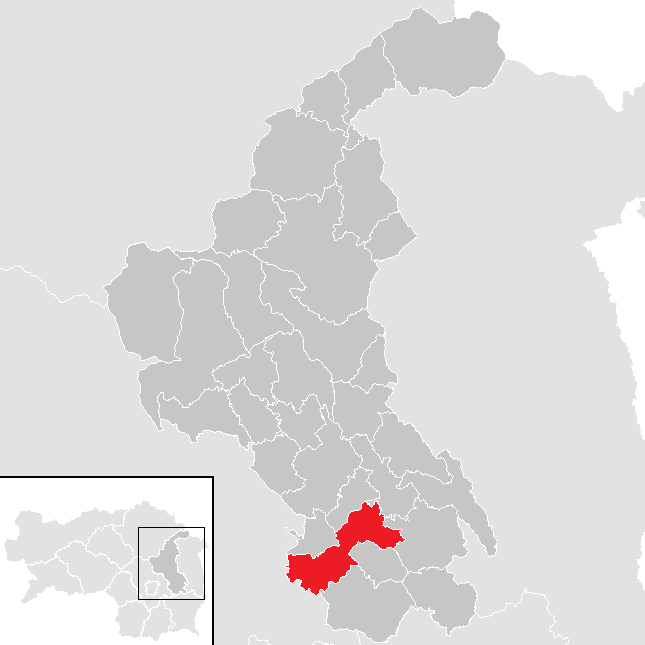
Gleisdorf a Weizi járásban

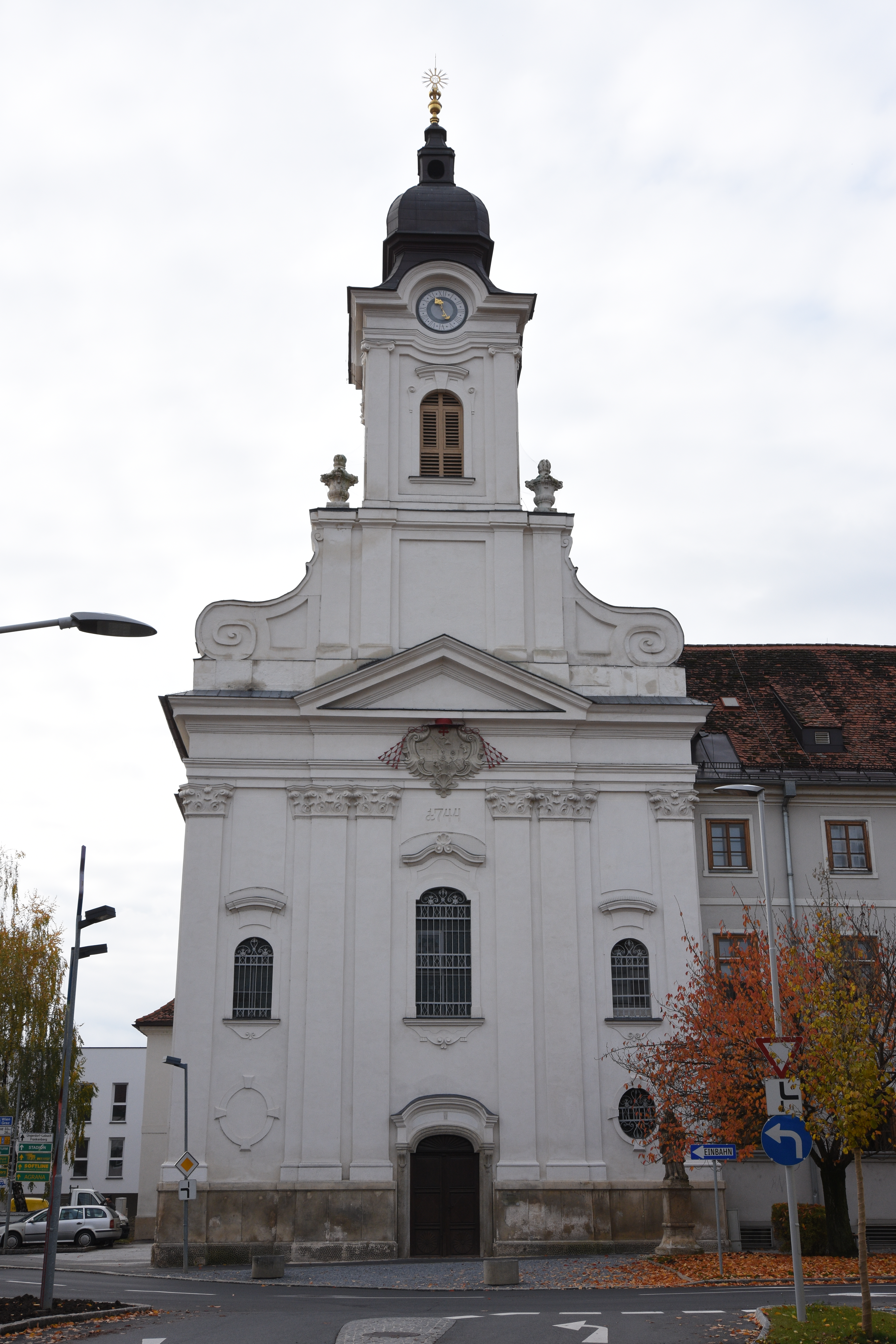
A Szűz Mária-templom

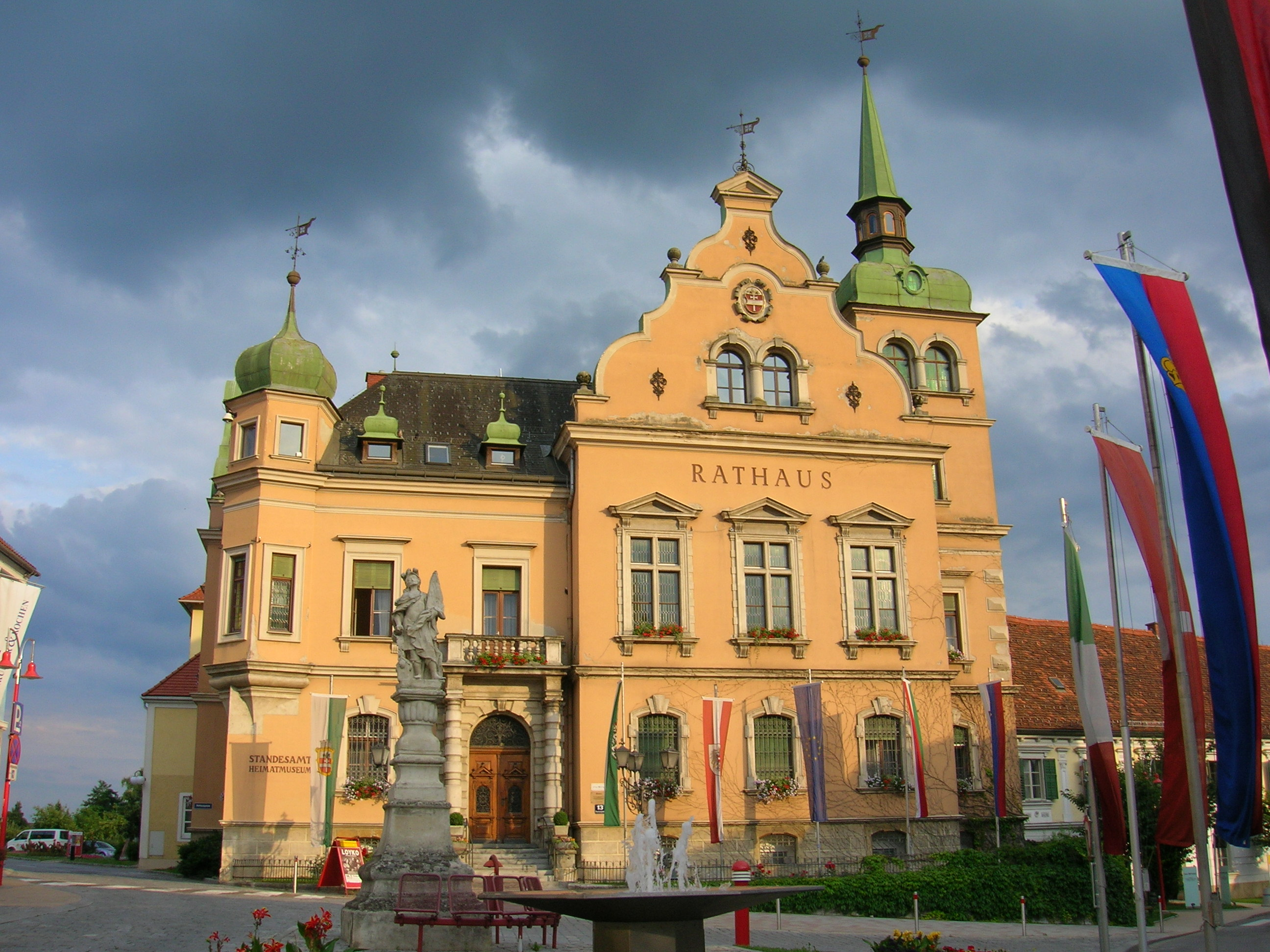
A városháza

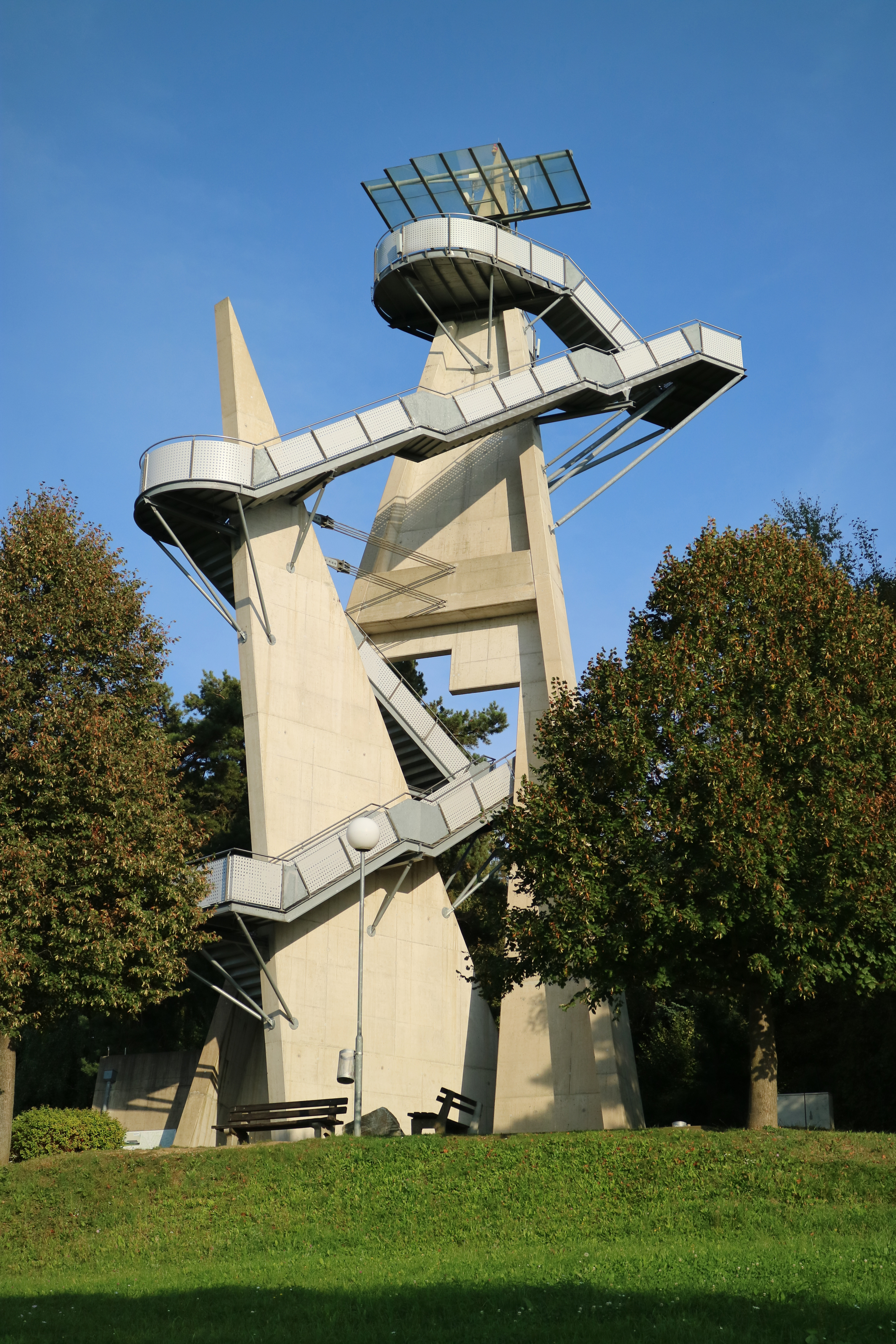
A kleebergi kilátó

Gleisdorf a Kelet-stájerországi dombságon fekszik, a Rába bal pártján, kb. 21 km-re keletre Graztól. Az önkormányzat 10 települést egyesít: Arnwiesen (162 lakos 2018-ban), Gamling (207), Gleisdorf (6418), Hart (247), Kaltenbrunn (394), Labuch (346), Laßnitzthal (854), Nitscha (750), Ungerdorf (900) és Urscha (485).
A környező önkormányzatok: északnyugatra Ludersdorf-Wilfersdorf, északra Albersdorf-Prebuch, északkeletre Ilztal, keletre Sinabelkirchen, délkeletre Hofstätten an der Raab, délre Sankt Margarethen an der Raab, délnyugatra Nestelbach bei Graz, nyugatra Eggersdorf bei Graz.

## Története
Gleisdorf helyén az 1. századtól a 3. század közepéig kis római település (vicus) állt.
Írott dokumentumokban neve először 1229-ben szerepelt. 1284-ben már mezővárosi jogokat kapott. 1532-ben a Kőszeg ostromából visszatérő törökök megosromolták és jórészt elpusztították. A Szt. Lőrinc-templom körüli erődöt (tabort) azonban nem sikerült bevenniük.
Gleisdorf 1570-ig a riegersburgi uradalomhoz tartozott, amikor is a Kollonitsch grófok szerezték meg, akik ekkor a mezővárostól északra fekvő Freiburg várát birtokolták. A gótikus templomot 1648-1672 között barokk stílusban átépítették; mai neogótikus tornya 1875-ből származik.
A vasút 1872-ben ért el Gleisdorfba, melynek gazdasága ezután gyors fejlődésbe kezdett. Ennek szép példája volt a Stubenberg-szurdokban épített vízierőmű. Ekkoriban épült a városháza is.
1920-ban Gleisdorf városi rangot kapott. A 2015-ös stájerországi közigazgatási reform során a szomszédos Labuch, Laßnitzthal, Nitscha és Ungerdorf községeket a városhoz csatolták, amelynek területe ezáltal 4,75 km²-ről 38,66 km²-re, lakossága 6122-ről 10 274-ra nőtt.

## Lakosság
A gleisdorfi önkormányzat területén 2018 januárjában 10 763 fő élt. A lakosságszám 1869 óta gyarapodó tendenciát mutat. 2015-ben a helybeliek 91,9%-a volt osztrák állampolgár; a külföldiek közül 1,3% a régi (2004 előtti), 4,9% az új EU-tagállamokból érkezett. 1,2% a volt Jugoszlávia (Szlovénia és Horvátország nélkül) vagy Törökország, 0,8% egyéb országok polgára. 2001-ben a lakosok 84,2%-a római katolikusnak, 3,6% evangélikusnak, 1,4% mohamedánnak, 6,4% pedig felekezeten kívülinek vallotta magát.

## Látnivalók
- a Szt. Lőrinc-plébániatemplom
- az 1665-ben emelt Mária-oszlop a főtéren, amelyet a szentgotthárdi győzelem emlékére állítottak
- a volt piarista kolostor és apátsági temploma a mai Szűz Mária-templom. A kolostort Sigismund von Kollonitz bíboros építtette 1744-1747 között; egyik szárnyában 2014-ig a járásbíróság működött
- a városháza 1892-1894 között épült. A polgármesteri hivatal mellett a helytörténeti múzeumnak is helyet ad.
- a Kleebergen található, modern szoborra emlékeztető, 32 m magas kilátótorony
- a 17 m magas, napelemekkel borított Napfa (Solarbaum)

## Híres gleisdorfiak
- Harald Ettl (1947-) politikus, egészségügyi miniszter

## Testvértelepülések
- Winterbach (Németország)
- Nagykanizsa (Magyarország)

## Fordítás
- Ez a szócikk részben vagy egészben  a   Ludersdorf-Wilfersdorf című német Wikipédia-szócikk ezen változatának fordításán alapul.  Az eredeti cikk szerkesztőit annak laptörténete sorolja fel. Ez a jelzés csupán a megfogalmazás eredetét és a szerzői jogokat jelzi, nem szolgál a cikkben szereplő információk forrásmegjelöléseként.